# آي. برنارد كوهن
آي. برنارد كوهن (بالإنجليزية: I. Bernard Cohen)‏ هو مؤرخ أمريكي، ولد في 1 مارس 1914 في نيويورك في الولايات المتحدة، وتوفي في 20 يونيو 2003 في والثام في الولايات المتحدة.